# Sheldon Brown (auteur)
Sheldon Brown, né le 14 juillet 1944 à Boston (Massachusetts) et mort le 4 février 2008 à Newton (Massachusetts), est un technicien cycles, expert et auteur reconnu dans le domaine du vélo. Il participe, dans la presse papier comme sur internet, à des publications spécialisées dans le domaine de la bicyclette parmi lesquelles son site web Sheldon Brown's Bicycle Technical Info.

## Activités
Brown est le responsable des pièces détachées, le webmaster et le consultant technique de Harris Cyclery, un vélociste de West Newton dans le Massachusetts. Grand connaisseur de la mécanique cycle en général, il est plus particulièrement expert sur la question des vélos anciens. Il tient le site Sheldon Brown's Bicycle Technical Info, bien connu des cyclistes, qui couvre de nombreux sujets, allant de la réparation d'un pneumatique crevé à celle des moyeux Sturmey-Archer, jusqu'aux tandems et autres vélos à pignon fixe. Il répare aussi des appareils photo ; il est lui-même photographe amateur, activité documentée sur son site.
Ayant vécu et pédalé en France, il met à jour un dictionnaire anglais-français spécialisé dans le vocabulaire technique du vélo.

## Sur internet
Le site de Brown, développé avec son employeur Harris Cyclery, constitue avant tout une base de données très érudite et très accessible d'informations techniques sur le vélo, en particulier sur le sujet de vélos de série datant de la deuxième moitié du XXe siècle, dont les pièces ne sont que rarement standard. Il rédige un important glossaire du vocabulaire technique du vélo, fournit des tutoriels en ligne aidant à monter une roue de A à Z. Le site héberge aussi du contenu d'autres auteurs tels que Damon Rinard, Jobst Brandt et d'autres. Brown participe aussi à des forums de vélo comme rec.bicycles.tech.newsgroup et bikeforums.net.
Brown est un défenseur du pignon fixe et du mono-vitesse pour le déplacement urbain et quotidien. Avec Galen Evans et Osman Ivan, il développe une méthode pour déterminer et comparer les braquets. Celle-ci donne, pour chaque nouvelle configuration denture de plateau / denture de pignon / taille de roue / longueur de manivelle, un nombre que Brown nomme le « gain ratio ».
Toujours sur son site, Brown s'exprime sur le nettoyage de chaîne, sa lubrification et son entretien, sujets faisant l'objet de nombreuses controverses dans le domaine de la mécanique vélo. Parallèlement au partage de son expertise technique, il évoque d'autres sujets tels que le vélo en famille, le cyclotourisme, l'humour cycliste. Il écrit aussi des essais et des histoires de fiction qui toujours se rapportent au vélo.
La maintenance du site est assurée par Harris Cyclery jusqu'en 2021, lorsque l'entreprise doit fermer ses portes pour raisons économiques. Toutefois, il est encore accessible en 2023, maintenu par sa veuve, Harriett Fell et son ami John Allen, un expert vélo reconnu aux USA, à la tête notamment de l'association américaine pour l'éducation au vélo.

## Publications
Brown contribue à Bike World Magazine (USA), à Bicycling Magazine (USA) et à la revue professionnelle American Bicyclist. Il rédige la chronique "Mechanical advantage" pour Adventure Cyclist, le magazine de la Adventure Cycling Association, "de 1997 à 2007".
Les travaux de Sheldon Brown sont cités dans des ouvrages techniquescomme universitaires.

## Fin de vie
En proie à des problèmes de santé, plus particulièrement sur le plan des nerfs, il ne peut plus monter sur un vélo droit lors de ses dernières années. Il se tourne alors vers le vélo couché. En août 2007, on lui diagnostique une sclérose en plaques. Il meurt le 4 février 2008 à Newton dans le Massachusetts, d'une crise cardiaque.

## Hommages
- En octobre 2003, il reçoit de la part du Cycling Touring Club britannique une mention d'excellence pour sa contribution au monde du vélo en qualité d'auteur, de créateur de contenu internet, de défenseur du vélo et d'autorité sur les questions de vélo.
- En 2005, il reçoit le Classic Rendezvous Vintage Bicycle Award[13].
- En 2008, c'est cette fois-ci à titre posthume qu'il reçoit par MassBike une autre distinction, celle du Influence Pedaler Award[14].
- Sa connaissance du vélo est considérée comme « encyclopédique » par le Times[15].